# الدوري الماليهي
الدوري الماليهي هو المسابقة الرسمية لأندية كرة القدم في منطقة ماليه. تتأهل الفرق الأربعة الأولى إلى دوري جزر المالديف ويلعب الفريقان في المرتبة الأخيرة على الهبوط بدرجة الدوري مع أول فريقان في الدرجة الثانية. منذ عام 2001، تتأهل أفضل الفرق إلى دوري جزر المالديف مع بعض الفرق من جزر أخرى. منذ عام 2007، لم تعد توجد مرحلة تأهيلية لمنطقة ماليه. في دوري 2017، سيتأهل أفضل 4 فريق إلى دوري جرز المالديف الممتاز، في حين سيلعب أسوء 4 فرق في الجولة التأهيلية لدوري ماليه مع أفضل 4 فرق من الدرجة الثانية.

## الفائزون السابقون[5]
- 2001: نادي النصر الرياضي (الماليهي)
- 2002: نادي الجزيرة لكرة القدم (الماليهي)
- 2003: نادي النصر الرياضي (الماليهي)
- 2004: نادي نيو رادينت الرياضي
- 2005: نادي فالنسيا (المالديف)
- 2006: نادي النصر الرياضي (الماليهي)
- 2007-2016: لم يعقد
- 2017: نادي مازيا
- 2018: نادي نيو رادينت الرياضي